# Kloster St. Katharinen (Linzer Höhe)

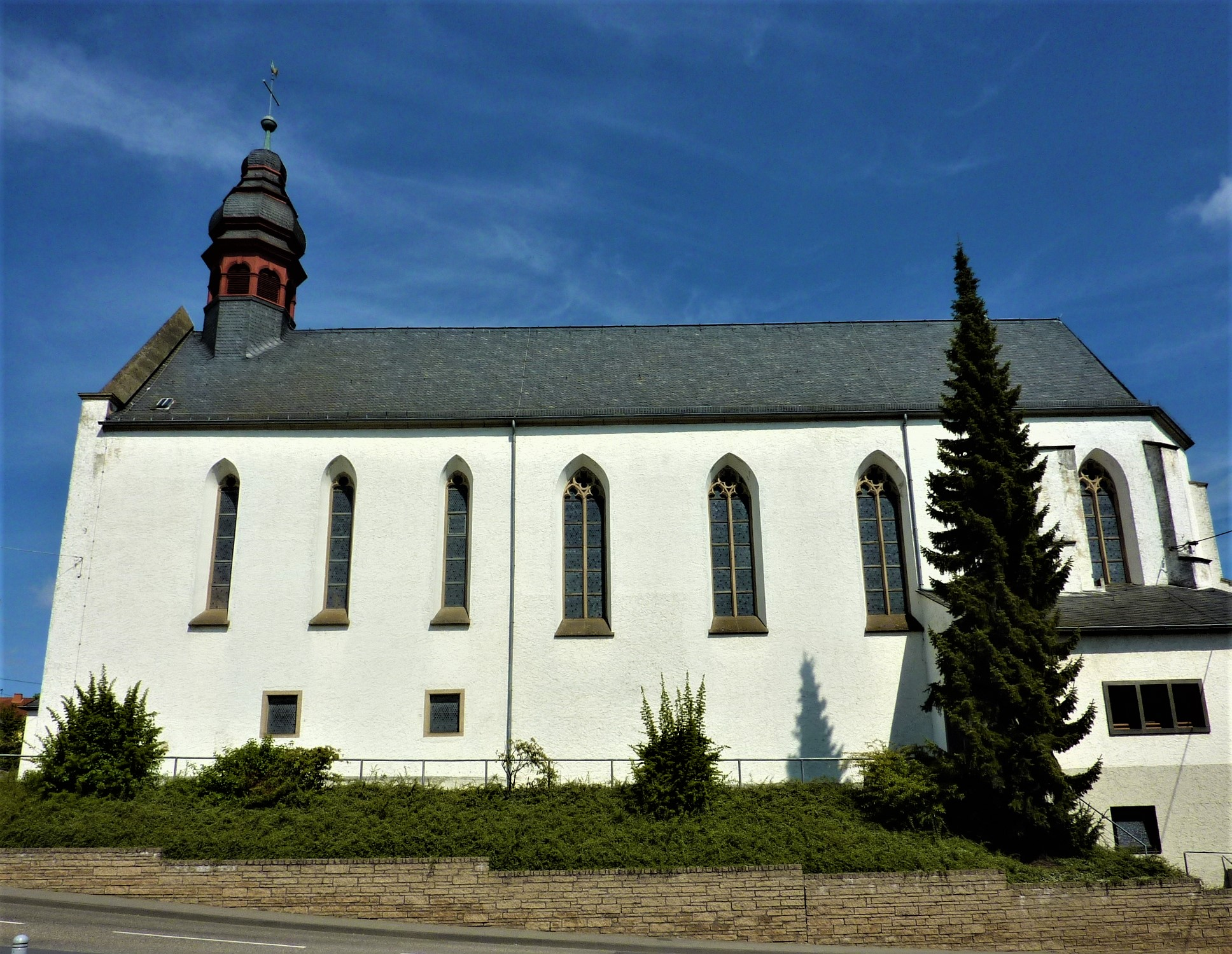
Klosterkirche von Süden

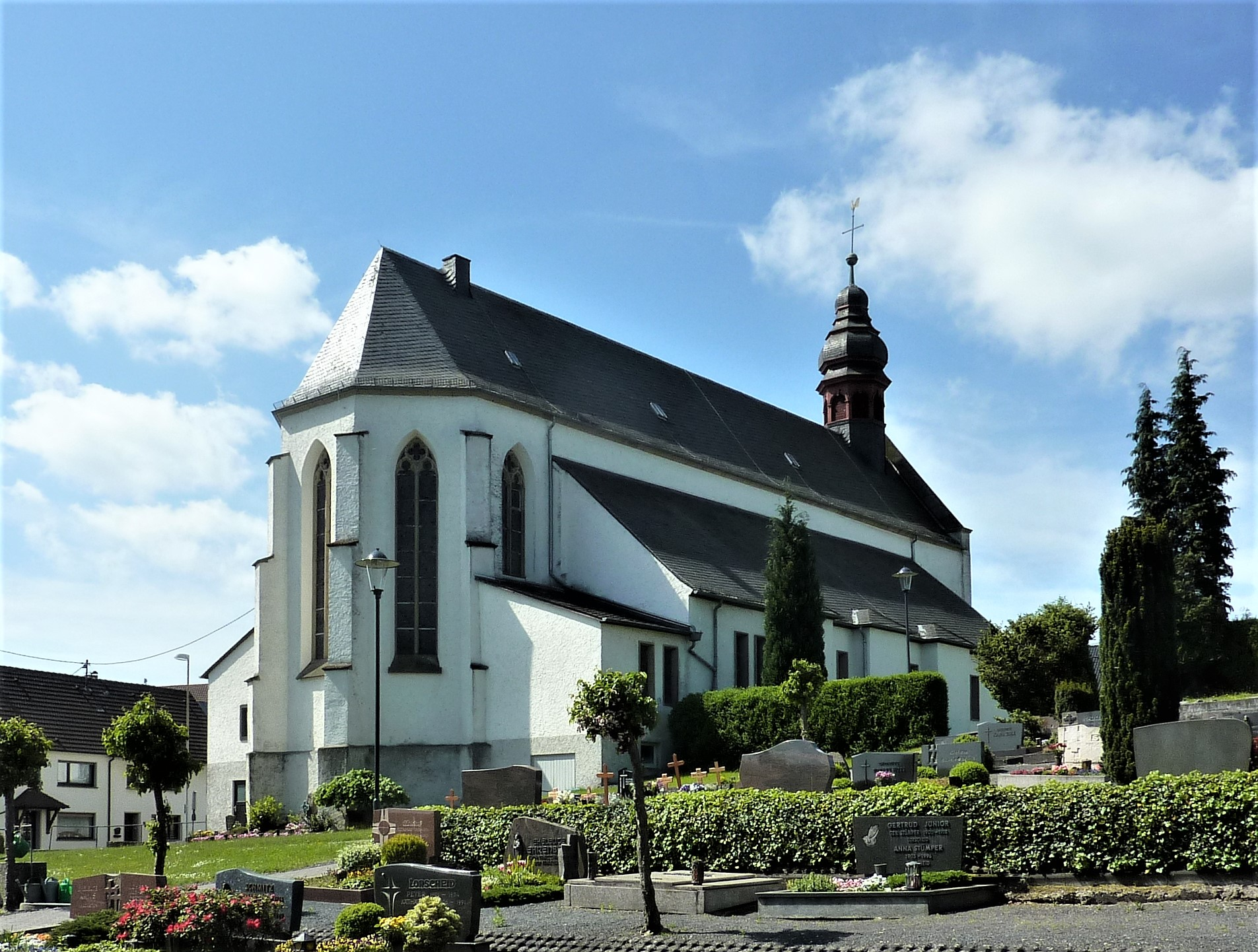
Ansicht von Nordost mit dem nachträglich angefügten Seitenschiff

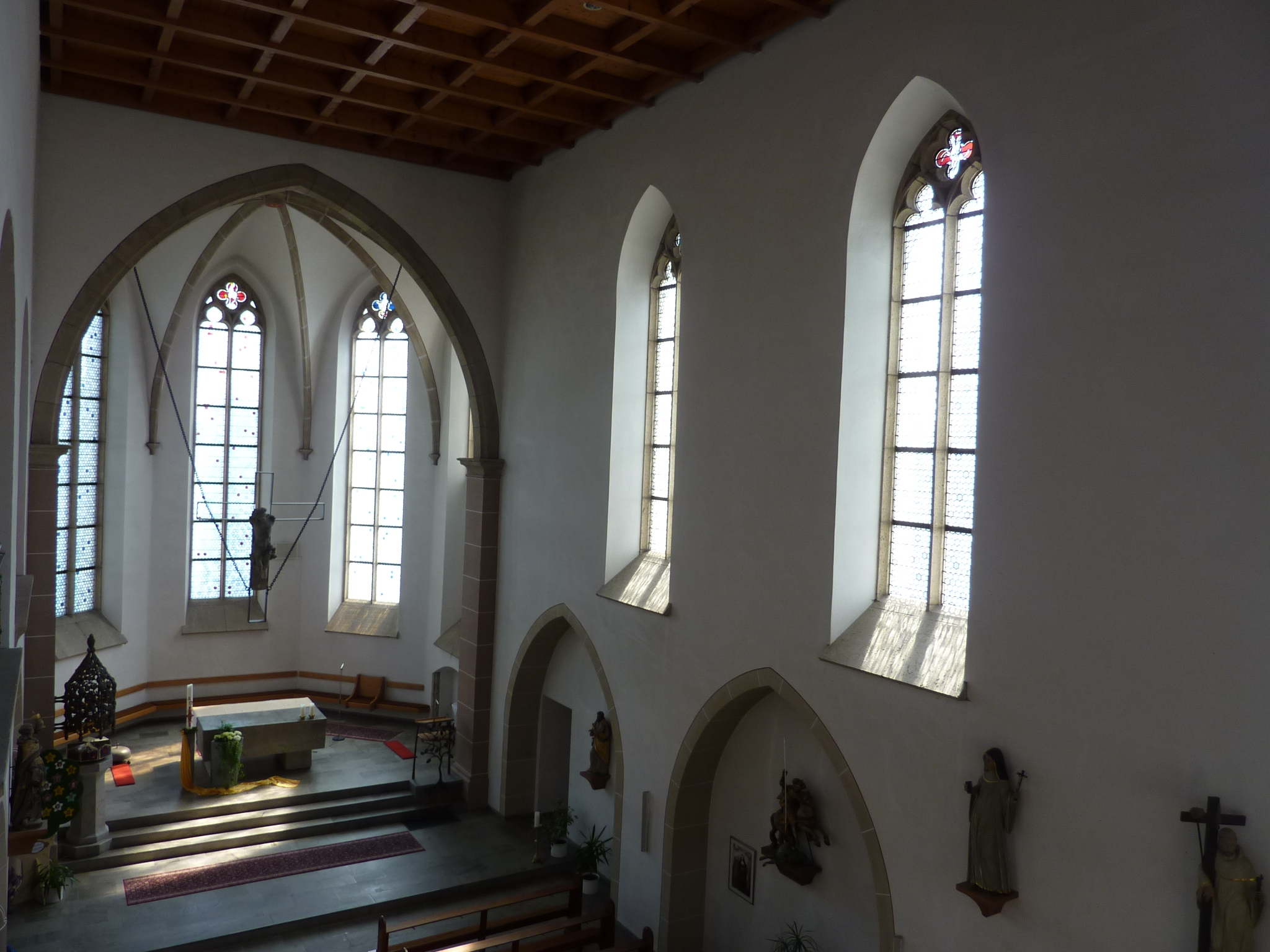
Blick von der Nonnenempore zum Chor

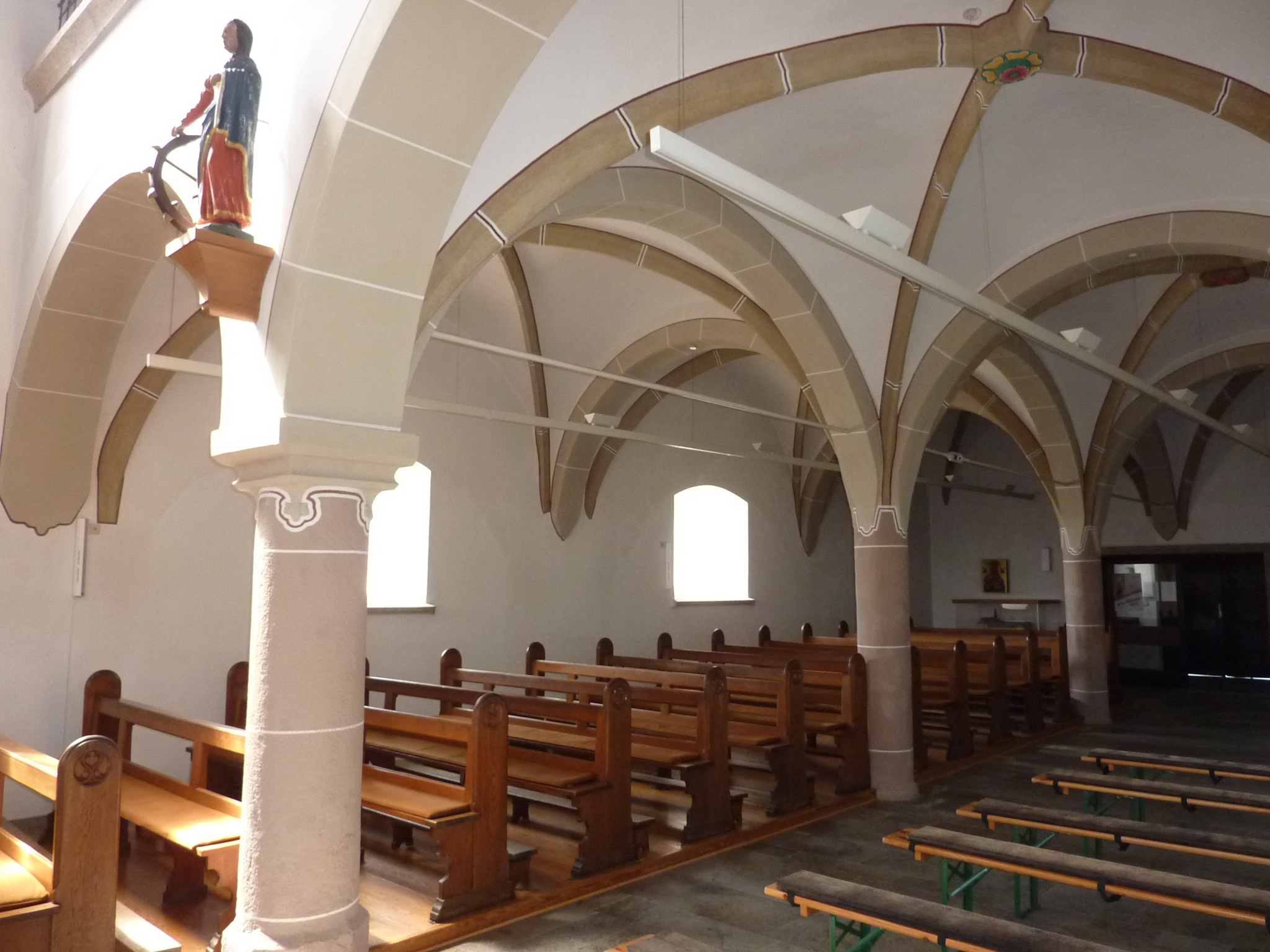
Das Gewölbe unter der Nonnenempore

Das Kloster St. Katharinen, auch Abtei St. Katharinen war ein Zisterzienserinnenkloster, das um 1200 errichtet wurde und bis 1803 bestand. Von dem Kloster ist die Kirche erhalten, die nach der Säkularisation zunächst Vikarie der Pfarreien Linz am Rhein und Neustadt (Wied) war und im Jahre 1890 zur Pfarrkirche erhoben wurde. Die heutige Ortsgemeinde Sankt Katharinen (Landkreis Neuwied) trägt seit 1969 den Namen des ehemaligen Klosters. Das Kloster wurde in Urkunden und in der Literatur oft mit dem Zusatz „Linzer Höhe“ bezeichnet. Dies war eine Ortsbezeichnung für die Siedlungen oberhalb der Stadt Linz am Rhein, zu dessen Kirchspiel die Ortschaften gehörten.

## Geschichte
Nach einer von Pater Bernhard Berrens (nach anderen Quellen Berres), der in der Zeit von 1701 bis 1711 Beichtvater im Kloster war, verfassten Klosterchronik soll schon zur Zeit des Hl. Bernhard (1090–1153) an der Stelle des Klosters ein Kanonissenstift gestanden haben, das 1201 abbrannte. In den folgenden Jahren wurden die Gebäude wieder errichtet, die Kirche war wahrscheinlich schon im Jahr 1208 gebaut worden, Berrens berichtete in seiner Chronik, dass an der Sakristei die Jahreszahl 1208 angebracht war. Im Jahr 1230 schenkte Ritter Gudulph (Gundolf) von Hammerstein der Äbtissin und dem Konvent von St. Katharinen seinen leibeigenen Schäfer Wigand von Hilkerscheid. Als Zeugen der Schenkung erscheinen unter anderen die Äbtissin Benigna, der Beichtvater Pater Painus und zwei Konversen.
Nach einer Stiftungsurkunde des Adeligen Gerhard von Rennenberg und seiner Gattin Benedikta von der Neuerburg, die wahrscheinlich ursprünglich erst 1257 gefertigt wurde, aber das Jahr 1238 nennt, erlaubte Mechthild von Sayn den Frauenkonvent zu einem Zisterzienserkloster auszubauen. Die Differenzen zu der Jahreszahl in der Urkunde, deren Echtheit nicht angezweifelt wird, sind darin begründet, dass die Originalschrift irgendwann verblasst war und vermutlich 1668 nachgeschrieben wurde.
Erzbischof Heinrich II. von Trier behauptete 1261 sein Diözesanrecht über das Kloster gegen den Erzbischof von Köln und nahm es in seinen Schutz und seine Gerichtsbarkeit. Diese Rechte wurden 1277 von Papst Nikolaus III. bestätigt. 1281 wurde das Kloster der Aufsicht der Abtei von Himmerod unterstellt.
In der ersten Hälfte des 14. Jahrhunderts wurden Kloster und Kirche neu gebaut. Ein Ablassbrief des Kölner Erzbischofs Heinrich II. aus dem Jahr 1317 versprach Ablass für alle, die zur Auferbauung des Klosters und dessen Kirche beitragen. 1324 erteilte der Trierer Erzbischof Balduin die Erlaubnis zur Konsekration von Kirche und Altar. Auch im 15. Jahrhundert erfolgten weitere Bauarbeiten, wie aus einem Ablassbrief des Kardinals Nikolaus von Kues aus dem Jahr 1451 hervorgeht, der hundert Tage Ablass versprach.
Im Dreißigjährigen Krieg wurde 1631 von den Schweden die Kirche und das Kloster niedergebrannt, sodass nur das Mauerwerk noch stehen blieb. Die Kirche wurde 1638 wieder aufgebaut. Das Langhaus wurde dabei um das Doppelte verlängert und mit einer Holzdecke versehen. Erhalten blieben die Umfassungsmauern des Westteils aus der ersten Bauphase (1238/1257) und die Mauern des verlängerten Ostteils der Kirche aus der zweiten Bauphase (1317–1324).

## Aufhebung des Klosters
Aufgrund des Reichsdeputationshauptschlusses wurde das Kloster St. Katharinen am 31. August 1803 aufgelöst und ging in den Besitz des Fürsten von Nassau-Usingen über. Die letzte Äbtissin, Walburga Queng, war damals 67 Jahre alt und hatte 50 Jahre im Kloster gelebt. Priorin war Franzisca Volcks aus Linz, Kellnerin war Maria Teresa Queng aus Koblenz, der Propst Friedrich Zorn aus Dorndorf stand seit 1791 im Amt. Insgesamt waren zuletzt zehn Nonnen im Kloster. Walburga Queng verbrachte mit vier Nonnen den Lebensabend im Katharinenhof (heute Evangelisches Gemeindehaus) in Linz am Rhein. Die übrigen Nonnen und Laienschwestern gingen zurück in ihre Heimatorte. Propst Zorn wurde mit 225 Gulden Pension entlassen.
Das Klostergebäude und den Klosterbesitz erhielt Carl Lebrecht Buchholz aus Neuwied zunächst in Erbpacht und kaufte diese 1808 für rund 24.000 Reichstaler. Die Klosterkirche bot Fürst Friedrich August von Nassau der Vikarie-Gemeinde (Linzer Höhe) zum Geschenk, die dieses wegen der Unterhaltskosten nicht annahmen. Buchholz wollte daraufhin die Kirche ebenfalls pachten und als Schafstall nutzen. Schließlich kam es doch zu der Schenkung. Die Klostergebäude wurden „wegen der schönen Quadersteine“ abgerissen, die Steine nach Köln verkauft.
Zur Zeit der Aufhebung besaß das Kloster die Höfe Ronig, den Erler Hof, die Höfe zu Linz und Leubsdorf, Güter zu Dattenberg, Hönningen, Zinseinkünfte zu Remagen, Kasbach, Ockenfels, Linz und Leubsdorf.

## Äbtissinnen
Als Äbtissinnen zu St. Katharinen werden genannt:
- Benigna 1230
- Aleydis 1270
- Kunegunde 1316
- Christina von Güls 1333 und 1335
- Lutwigis 1343
- Guda 1358
- Katharina 1365
- Paulina von Selbach 1368–1388
- Hilla von Selbach 1390
- Kunegunde 1396
- Hilla von Wederstein 1406 und 1420
- Gertrudis 1451 und 1454
- Gertrudis von Berenkot 1508–1536
- Anna von Blanckard
- Maria von Holtssadell 1553–1580
- Katharina von Blanckart 1580
- Clara aus Ediger 1580–1632
- Magdalena Flad 1632–1636
- Veronica Knod 1632–1674
- Katharina Küntzer 1674–1698
- Anna Maria Cluth 1398 und 1710
- Johanna Katharina Gaman 1714 und 1745
- Maria Josepha Thoma 1749–1773
- Maria Josepha Driesch 1774–1777
- Maria Walburga Queng 1778–1803